# Бангладешско-французские отношения
Бангладешско-французские отношения — двусторонние дипломатические отношения между Бангладеш и Францией.

## История
В XVII веке французы впервые прибыли на территорию современного Бангладеш; они основали торговые посты в Дакке и других городах. В 1757 году Франция направила контингент войск на территорию современного Бангладеш для борьбы с британцами в битве при Плесси.
В 1990 году президент Франции Франсуа Миттеран посетил с официальным визитом Бангладеш. В 1999 году премьер-министр Бангладеш Шейх Хасина осуществила государственный визит во Францию. Министры иностранных дел Бангладеш Моршед Хан и Дипу Мони посетили с официальными визитами Францию в 2006 и 2010 годах, соответственно.
27 октября 2020 года около 40 000 протестующих организовали митинг в Дакке, на котором призвали к бойкоту французских товаров из-за того, что президент Франции Эмманюэль Макрон поддержал размещение в прессе карикатур на пророка Мухаммеда, после убийства историка Самюэля Пати религиозным фундаменталистом.
2 ноября 2020 года десятки тысяч мусульман прошли маршем по улицам столицы Бангладеш в рамках протеста против поддержки президентом Франции светских законов, разрешающих карикатуры на пророка Мухаммеда.

## Культура
С 1959 года «Alliance Française» популяризирует французскую культуру на территории современного Бангладеш. С 1993 года французские археологи работали над раскопками Махастангарха и сделали ряд важных открытий.

## Торговля
В 2012 году объём товарооборота между странами составлял сумму 1,647 миллиарда долларов США, из которых экспорт Бангладеш во Францию составил 1,513 миллиарда долларов США. Экспорт Бангладеш во Францию: трикотаж, тканые изделия, замороженные продукты, сельскохозяйственная продукция, кожа, джут и изделия из джута. Экспорт Франции в Бангладеш: химические продукты, электроника, транспортные средства, дерево и бумага.

## Дипломатические представительства
- Бангладеш имеет посольство в Париже[10].
- Франция содержит посольство в Дакке[11].